# Велики дукат
Велики дукат (лат. Lycaena dispar, енгл. Large copper) врста је инсекта из реда лептира (Lepidoptera) и породице плаваца (Lycaenidae). 

## Опис
Основна боја крила великог дуката је јарко наранџаста до црвена. Ово је један од највећих дуката, са распоном крила је између 33 и 41 mm. Полни диморфизам је јасно изражен. Мужјаци са горње стране крила имају само узани, црни руб и црне дискалне тачке, а обично их можете уочити из далека по јарко наранџастој боји крила. Женке су доста тамније, имају широк руб дуж крила и низ браон-црних тачкица и поља (посебно на доњим крилима). Доња страна задњих крила је плавичасте боје, са карактеристичном, непрекинутом, наранџастом линијом која иде дуж субмаргиналног појаса. 
Обично се лако распознаје од осталих дуката. По изгледу горње стране крила, мужјаци највише личе на ватреног дуката (код кога нису изражене црне, дискалне тачке у средини предњих крила), али и на пегавог дуката (који је много ситнији). Са доње стране крила подсећа на бакренца, балканског и долинског дуката али је плавичаста боја и изглед наранџасте линије обично довољан за јасно распознавање ове врсте.
- Lycaena dispar  ♂
- Lycaena dispar  ♂  △
- Lycaena dispar  ♀
- Lycaena dispar  ♀ △

## Распрострањење
Насељава већи део Европе, изузев крајњег севера и југа континента и добар део умерене и субтропске Азије. Врста је присутна у Азербејџану, Аустрији, Белгији, Белорусији, Бугарској, Грузији, Грчкој, Естонији, Италији, Јерменији, Казахстану, Летонији, Литванији, Луксембургу, Мађарској, Молдавији, Монголији, Немачкој, Пољској, Румунији, Русији, Словачкој, Србији, Турској, Узбекистану, Украјини, Финској, Француској, Холандији, Црној Гори, Чешкој и Швајцарској.
На читавом Балканском полуострву, и у Србији се среће готово свуда, осим највећих надморских висина.

## Станиште
Велики дукат је типична хигрофилна врста животним циклусом везана уз вегетацију мочварних и влажних ливада или делове покрај река и потока. Гусенице се хране разним врстама кисељака (Rumex hydrolapatum, R. crispus, R. aquaticus, R. sanguineus, R. obtusifolius) или срчењаком (Persicaria bistorta).

## Сезона лета
Велики дукат се у Србији јавља у две генерације. Имаго пролећне генерације лети у мају и јуну, а летње у јулу и августу, у вишим пределима и у септембру.

## Угроженост
Ова врста је на нижем степену опасности од изумирања, и сматра се скоро угроженим таксоном. У Европи није угрожен, као ни у Србији. Заштићен је на подручју Европске уније, укључењем на Анекс 2 и 4 Директиве о стаништиме, наведен је унутар Бернске конвенције, док се на подручју Србије води као строго заштићена врста.